# Roberto Malone
Roberto Malone (ur. 31 października 1956 w Turynie) – włoski aktor i reżyser filmów pornograficznych, nazywany „europejskim Ronem Jeremym”.

## Życiorys

### Wczesne lata
Urodził się i dorastał z bratem w Turynie. Był organizatorem wydarzeń kulturalnych i kierownikiem tras koncertowych w Turynie dla artystów takich jak Alan Sorrenti. 

### Początki kariery
Kiedy został bez pracy, co przysporzyło mu poważnych kłopotów ekonomicznych, towarzyszył swojemu przyjacielowi, właścicielowi i producentowi kina erotycznego, do Rzymu. W 1984 dla żartu, poprosił o casting i pojawił się na planie pierwszego filmu porno, gdy reżyser i producenci wybrali dla niego pseudonim Bob Malone. W tajemnicy przed swoją ówczesną żoną brał udział w scenach w filmach porno. Jego pierwsze małżeństwo rozpadło się po tym, jak jego żona odkryła, że Roberto Malone rozpoczął już karierę jako aktor porno. Kiedy jednak jego żona poznała prawdę, opuściła go.
Włoski reżyser i właściciel studia Diva Futura – Riccardo Schicchi zaangażował go do produkcji, gdzie główną postacią była Cicciolina: Cicciolina Number One (1986) w roli barmana i Zmysłowe opowieści (Racconti sensuali, 1987) jako bandyta z pończochą na głowie w scenie gang bangu z zakonnicą w klasztorze. Po udziale w Poker di donne (1987) jako Roby z Karin Schubert i Chiamami (1987) z Moaną Pozzi i Gabrielem Pontello, zagrał postać Mario w filmie Porsche: Dziewczyna... Samochód... Legenda (1987) u boku Porsche Lynn, Johna Leslie i Christopha Clarka.

### Rozwój kariery
Brał udział w realizacjach Vidéo Marc Dorcel: Attention fillettes... (1987), Mężczyzna, który szalał za kobietami (L’homme qui était fou des femmes, 1988), Czarująca panna Todd (Les charmes secrets Miss Todd, 1990) z Tracey Adams, La femme en noir (1990), Ona woli starszych (Elle préfere les vieux, 1990), Goście, goście (Les Visiteuses, 1994), Amnezja – Apetyt na Laurę (La Ruée vers Laure, 1997), First Lady (1997) z Laure Sainclair, Sextet (1997), Délires Obscènes (1998), Fetyszysta (Le Fétichiste, 1999) z Anitą Dark, Betisier du X 1 (1999), Enjeu du desir (1999) z Nikki Anderson, Talizman – Ukryte pożądanie (Le Désir dans la peau, 1999) i Punkt Q (Le Point Q, 2001). Wystąpił także w filmach Mario Salieriego, w tym Vietnam Store (1988), Sex Camorra (1988), Roma Connection (1991), Harem (1991), Concept 2 (1991), Viaggio nel Tempo (1991), Sogni d’estate a riccione (1992), Arabika (1992) jako arabski żołnierz, Divina Commedia (1994), Dracula (1994) jako Zoltan, Sequestro di persona 2 (1995), CKP (1996), Voyeur Gallery (1997), Storie di Caserma 2 (1999), Napoli (2000), Vacanze di Capodanno 2000 (2000), Stavros 2 (2000) i All Sex: Intimita proibite di 2 giovani casalinghe (2000). 
Można go było zobaczyć także w produkcjach niemieckich, w tym Casting 1 (1992) i Dreams of Anal (1993) z Dolly Buster. W filmie Private Media Group Żigolak 2 (Private Film 28: The Gigolo 2, 1995) w reż. Pierre’a Woodmana pojawił się jako szofer. 

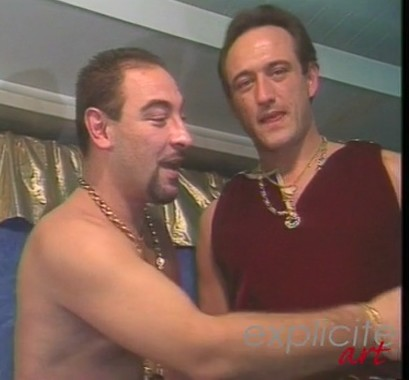
Na planie filmu Cyberix (1997)

Luca Damiano i Joe D’Amato zaangażowali go do swoich wysokobudżetowych kostiumowych produkcji; Złodziejaszki (Donne gioielli e culi belli, 1994), ekranizacji powieści Alberto Moravia włoskiej produkcji Mężczyzna, który patrzy (Il marito guardone – Sesso spiato, 1995), Sogni di una Ragazza di Campagna (1995), Baron Leopold von Masoch (Il Barone von Masoch, 1995), Dekameron X (Decameron X, 1995) wg Giovanni Boccaccio, Napoleon (1996) jako Napoleon Bonaparte, Toreador (Torero, 1996), Antoniusz i Kleopatra (Antonio e Cleopatra, 1996), Marqués de Sade (1996), Hamlet – erotyczne rozterki (Amleto-Per Amore di Ophelia, 1996), Seks z duchami (Fantasmi al Castello, 1996), Kochankowie (Viaggi di Nozze, 1996) jako kierowca busa, pastiszu tragedii Oscara Wilde’a Salome - Salomé (1997) jako aktor Max, który gra na scenie Heroda, Zamek Lukrecji (Lucretia una stirpe maledetta, 1997) z Sarah Louise Young, Anastazja - AnaXtasia - La principessa stuprata (1998) w roli hrabiego Adamowa, dwuczęściowym pornowesternie Bandyci (Rocco e i magnifici 7, 1998; Rocco e i mercenari, 1999) z Rocco Siffredim, Lulu (1999) i Lola e il Professore (2001). 
Według Marco Giustiego, krytyka filmowego, eseisty i włoskiego filmowca, najlepszą rolą Malone’a był gangster Al Capone w filmie Butterfly Motion Pictures Al Capone (1995), którego reżyserem był Antonio D’Agostino. Był tytułowym porucznikiem Kojakiem w parodii Kojak – Koyack (1999). Z kolei Max Cortés zaangażował go do Serial Fucker 5 (2003) z Monicą Sweetheart, w produkcji Harry’ego S. Morgana Nadmiar wina, kobiet i śpiewu (Maximum Perversum 54: Exzesse mit Wein, Weib und Gesang, 1997) wystąpił jako kapelan Sonderauer. 
W filmie Hotdorix (1999) z Karen Lancaume i Silvią Saint został obsadzony w roli Zinedixa. W Sycylijczyku (La siciliana, 1999) wystąpił w roli ojca Marii. W dramacie historycznym Rzym (2008) zagrał Pompeo Magnusa. Christoph Clark powierzył mu główną rolę Dominique’a Strauss-Kahna w dramacie DXK (DXK, David Sex King, 2011), zainspirowanym oskarżeniem o napastowanie seksualne.

### Obecność w kulturze masowej
W erotycznym komediodramacie fantasy Francisa Leroia Emmanuelle 7: Wirtualna rzeczywistość (Emmanuelle au 7ème ciel, 1993) z Sylvią Kristel i Kristą Allen został obsadzony w roli kochanka Sophie – Carlosa w scenie gwałtu w chłodni. W artystycznym melodramacie Catherine Breillat Romans X (Romance X, 1999), nominowanym do Nagrody Niezależnego Kina Brytyjskiego, wystąpił u boku Emmy Colberti, Rocco Siffrediego i Sagamore’a Stévenina w scenie marzeń sennych brzemiennej Marie podczas badań pochwy w szpitalu. W melodramacie erotycznym Tinta Brassa Czarny anioł (Senso ’45, 2002) na podstawie powieści Camilla Boita z Gabrielem Garko był jednym z bywalców imprezy w burdelu.
W 2013 w Cannes otworzył sklep z e-papierosami i restaurację 'Malone Caffè'.

## Życie prywatne
W 1992 poślubił o 12 lat młodszą holenderską aktorkę porno Zarę Whites, z którą wystąpił we francuskim miniserialu M6 na podstawie powieści Joy w miłości: Joy w Afryce (Joy en Afrique, 1992), Joy w San Francisco (Joy à San Francisco, 1992) i Joy i Joan wśród faraonów (Joy et Joan chez les pharaons, 1993) grając postać Marca, wiernego kochanka Joy. W 1985 ożenił się z węgierską aktorką porno Evą Falk. Ma syna Andreę. Na początku 2018 zawarł związek małżeński z francuską aktorkę Axelle–Rose Leclercq (ur. 10 stycznia 1980).

## Nagrody i nominacje
| Rok  | Nagroda                     | Kategoria                               | Film                                                | Inni wykonawcy | Rezultat  |
| ---- | --------------------------- | --------------------------------------- | --------------------------------------------------- | --- | --------- |
| 1992 | Hot d’or                    | Najlepszy aktor zagraniczny             | Orgies romaines (Viaggio nel Tempo, 1991)           | – | Nominacja |
| 1993 | Hot d’or                    | Najlepszy aktor europejski              | Perversions Italiennes (Inside Gabriela Dari, 1992) | – | Nominacja |
| 1994 | Hot d’or                    | Najlepszy aktor europejski              | Rêves de cuir 2 (1993)                              | – | Nominacja |
| 1997 | Hot d’or                    | Najlepszy aktor                         | Salome (1997)                                       | – | Wygrana   |
| 1998 | AVN Award                   | Najlepsza scena seksu grupowego – wideo | Rock ’n’ Roll Rocco 2: Backstage Pass (1997)        | Clarissa Bruni, Elizabeth King, Eva, Heidy Cassini, Illana Moore, Jeanette La Douce, Francesco Malcom, Lenka Veborova, Olga Lovi, Dina Pearl, Regina Sipos, Stephanie Silver, Samantha del Rio, Katarina Martinez, Sophie Call, Cassandra, Vivienne Clash, Andrea Nobili, Andrea Spider, Christoph Clark, Jean-Yves Le Castel, Pavel Sahaj, Richard Langin, Robert Rosenberg, Rocco Siffredi i Silvio Evangelista | Nominacja |
| 1999 | Hot d’or                    | Najlepszy aktor europejski              | –                                                   | – | Nominacja |
| 2000 | Hot d’or                    | Najlepszy aktor europejski              | –                                                   | – | Nominacja |
| 2002 | Ninfa                       | Całokształt twórczości                  | –                                                   | – | Wygrana   |
| 2003 | Ninfa                       | Najlepszy aktor drugoplanowy            | Jet Sex à Saint Tropez (2003)                       | – | Nominacja |
| 2003 | Ninfa                       | Najlepszy aktor publiczności            | DownWard                                            | – | Wygrana   |
| 2004 | Ninfa                       | Najlepszy aktor drugoplanowy            | I racconti erotici della cripta di zio Tibia (2003) | – | Wygrana   |
| 2004 | European X Award (Bruksela) | Najlepszy aktor włoski                  | –                                                   | – | Wygrana   |
| 2004 | European X Award (Bruksela) | Najlepszy aktor włoski drugoplanowy     | –                                                   | – | Nominacja |
| 2005 | Ninfa                       | Najlepszy aktor                         | Sex mistere (2005)                                  | – | Wygrana   |
| 2006 | Ninfa                       | Najlepszy aktor                         | DownWard (2006)                                     | – | Nominacja |
| 2007 | Ninfa                       | Najlepszy aktor drugoplanowy            | Mi Padre (2007)                                     | – | Wygrana   |
| 2008 | Ninfa                       | Nagroda specjalna Jury                  | –                                                   | – | Wygrana   |
| 2015 | Italian Porn Awards         | Męska legenda porno                     | –                                                   | – | Wygrana   |